# Seznam litovskih biatloncev
Seznam litovskih biatloncev.

## B
- Linas Banys

## D
- Deivid Demkov
- Karol Dombrovski

## J
- Ana Jesipionok

## K
- Tomas Kaukėnas
- Natalija Kočergina

## L
- Gabrielė Leščinskaitė

## P
- Natalija Paulauskaitė

## R
- Diana Rasimovičiūtė-Brice

## S
- Vytautas Strolia
- Rokas Suslavičius

## Z
- Karolis Zlatkauskas